# Miss May I
Miss May I é uma banda americana de metalcore de Troy, Ohio, formada em 2006. Eles assinaram contrato com a gravadora Rise Records em 2008, e lançaram o primeiro álbum, Apologies Are for the Weak, enquanto os membros ainda estavam no ensino médio. O álbum alcançou o número #29 na Billboard Top Heatseekers e o número #66 no Top de álbums independentes. A banda também teve duas músicas do álbum Apologies Are for the Weak apresentadas em grandes produções, "Forgive and Forget" é destaque na trilha sonora do filme Saw VI, e "Apologies Are For The Weak"  está inclusa no jogo Saints Row: The Third.

## História

### Formação e primeiros lançamentos (2006-2009)
Miss May I foi formada em 2006, em Troy, Ohio, com os membros originais, sendo Levi Benton, Justin Aufdemkampe, Stead BJ e Ryan Neff. Neff deixou a banda no final de 2007 para se juntar  às bandas Cincinnati e Rose Funeral, sendo então substituído por Josh Gillespie.
No final de 2007, a banda lançou um EP de 5 faixas intitulado Vows for a Massacre, seguido de sua Demo 2008 no ano seguinte, ambos discos foram produzidos pela própria banda. Esta demo continha 6 faixas, incluindo "Architect" e "Tides", que mais tarde foram lançadas no álbum  Apologies Are for the Weak, em 2009. Foi após este lançamento que a banda assinou contrato com a gravadora Rise Records.

### Apologies Are for the Weake volta de Neff (2009-2010)
Após começar sua turnê em 2009 com Carnifex, Impending Doom, e Conducting from the Grave, o baixista Gillepsie tomou a decisão de deixar o Miss May I. De acordo com Gillespie, "fazer uma turnê e viver excursionando não era para ele", e ele sabia que, com o álbum de estréia em pleno lançamento, viajar fazendo turnês seria essencial. Após sua sáida, o baixista original Ryan Neff voltou a integrar a banda, logo em seguida de ter gravado as linhas de baixo para o álbum do Rose Funeral, The Resting Sonata.
O vídeo da música "Forgive and Forget" (o primeiro single do álbum), inicialmente estreou no Headbangers Ball em 21 de novembro de 2009. Em 5 de abril de 2010, foi anunciado que a banda estava embarcando na turnê Back to the Roots, juntamente com The Devil Wears Prada  e Your Demise. A turnê começou em 28 de junho de 2010 e terminou em 29 de agosto de 2010, viajando por todo os Estados Unidos.

### Monument(2010-2011)
Segundo o site da Fundação do produtor Joey Sturgis, Foundation Studios, a banda reservou um tempo de estúdio em maio de 2010 para gravar ostensivamente o backstage do seu primeiro álbum. De acordo com Ryan Neffs, o novo álbum seria lançado em agosto, junto com um novo videoclipe.
Em 11 de junho de 2010, Levi Benton anunciou que haveria uma faixa do novo álbum chamada "Colossal", o álbum seria chamado de Monument e confirmou o lançamento para 17 de agosto do mesmo ano. A capa do CD também foi revelada mais tarde, com o logo "Miss May I" e uma estátua de um Leão com olhos azuis na frente. Em 02 de setembro de 2010, a banda lançou um vídeo da música "Relentless Chaos ", dirigido por Thunder Down Country. Em dezembro de 2010, a banda então confirmou planos de participar  na Warped Tour 2011.
A banda embarcou para a turnê "I'm Alive" (setembro a outubro de 2011) com We Came as Romans, Close To Home, Of Mice & Men e Texas In July. Após a turnê "I'm Alive", a banda co-encabeçou a turnê 'No Guts No Glory', que contava ainda com as bandas Pierce The Veil, Ai, Is Me e Letlive. Também estiveram na turnê "Scream it Like you Mean" em 2011, com We Came As Romans, The Word Alive e This Or The Apocalypse.
Em 31 de dezembro de 2011, o Miss May I fez manchete para um show de natal e para a véspera de Ano Novo, no local "The Attic" em Kettering, Ohio.

### At Heart(2012)
Em 8 de março de 2012, a banda anunciou que havia terminado o trabalho em seu novo álbum, At Heart, e que o lançaria em 29 de maio de 2012.
Para fazer alterações de última hora (como disse Benton em uma entrevista), a banda adiou o lançamento oficial para 12 de junho de 2012. Eles lançaram o single "Hey Mister" em 3 de maio, na página da Rise Records no YouTube.
A banda logo partiu em turnê com Whitechapel, After the Burial, The Plot in You, Rescued by a Sinking Ship e Structures ao longo de março de 2012, seguida por uma turnê européia com Parkway Drive, The Ghost Inside e Confession até abril. A banda também partiu em turnê com Whitechapel, The Ghost Inside, Within the Ruins e The Plot in You, nos EUA, em maio de 2012. Participaram da Warped Tour em meados de 2012. Eles deram suporte ao Killswitch Engage durante a USA Desarm The Descent Tour em meados de 2013.

### Rise Of The Lions(2013)
Em 14 de dezembro de 2013, foi anunciado que estavam procurando um fã para fazer uma tatuagem de seu infame design de leão para a capa de seu próximo álbum. [17] A banda apresentou três atualizações de estúdio em seu novo site dedicado ao álbum, Miss May I - Rise Of The Lion, que detalha brevemente o backstage das gravações das linhas de bateria, guitarras e os vocais do novo álbum. Em 25 de fevereiro de 2014, Rise of the Lion foi anunciado como o título do novo álbum. O álbum foi lançado oficialmente em 29 de abril de 2014.
A bordo da turnê Frozen Flame, excursionaram junto a August Burns Red, Northlane, Fit For A King e ERRA.

### Deathless(2015-2016)
A banda gravou seu quinto álbum de estúdio com Joey Sturgis, o mesmo que produziu os dois primeiros CD's do grupo.
Deathless foi lançado em 7 de agosto de 2015. O primeiro single, "I.H.E", foi lançado em 17 de junho de 2015. Em 29 de julho de 2015, a faixa-título, Deathless, foi lançada como o segundo single do álbum.
Foi anunciado em 24 de junho de 2016 que estavam encerrando a parceria com a gravadora Rise Records, e assinaram um novo contrato com a SharpTone Records.

### Shadows Inside(2017-atualmente)
Na segunda semana de abril de 2017, o grupo lança o single Lost In The Grey e anuncia oficialmente o lançamento de mais um disco.
Já em maio, lançam no dia 12 o single com a faixa-título Shadows Inside, e no dia 19, o terceiro single Swallow Your Teeth.
Em 02 de junho de 2017, foi lançado oficialmente o sexto álbum de estúdio, Shadows Inside, primeiro trabalho em parceria com a nova gravadora.
Em seguida, foi feita uma grande turnê norte-americana para divulgar o novo disco.
Ainda em 2017, fizeram uma jornada européia com Thy Art Is Murder e Being As An Ocean, passando pelo Impericon Festival.
No Canadá, excursionaram com o apoio de Obey The Brave e Auras, e seus shows nos EUA contaram com Upon A Burning Body, Kublai Khan e Currents.
Em 2018, eles fizeram uma turnê pela América do Norte mais uma vez no Gore Core Metal e More Tour, como apoio a Gwar e Hatebreed.
No início de 2019, a banda apoiou August Burns Red em sua Dangerous Tour. Na mesma época, tocaram ao vivo o álbum Monument na íntegra, em comemoração aos 10 anos de lançamento do primeiro CD, co-encabeçando a turnê junto ao The Word Alive.

## Temas
Em uma entrevista ao Dayton Daily News, quando foi perguntado o que eles achavam que sua música transmitia Benton respondeu:
| “ | "Bem, fomos muito questionados se nós somos uma banda cristã devido a nossas letras. E a resposta é não, mas alguns de nós somos cristãos e outros não são. Mas eu, como cristão, eu tento não colocar a mensagem errada ou negativa em nossas letras. Maior parte do que nós defendemos é apenas uma banda que toca para a multidão para ser feliz e amar o que estamos fazendo, tanto quanto nós." | ” |

## Integrantes

Miss May I, ao vivo no Festival With Full Force 2018
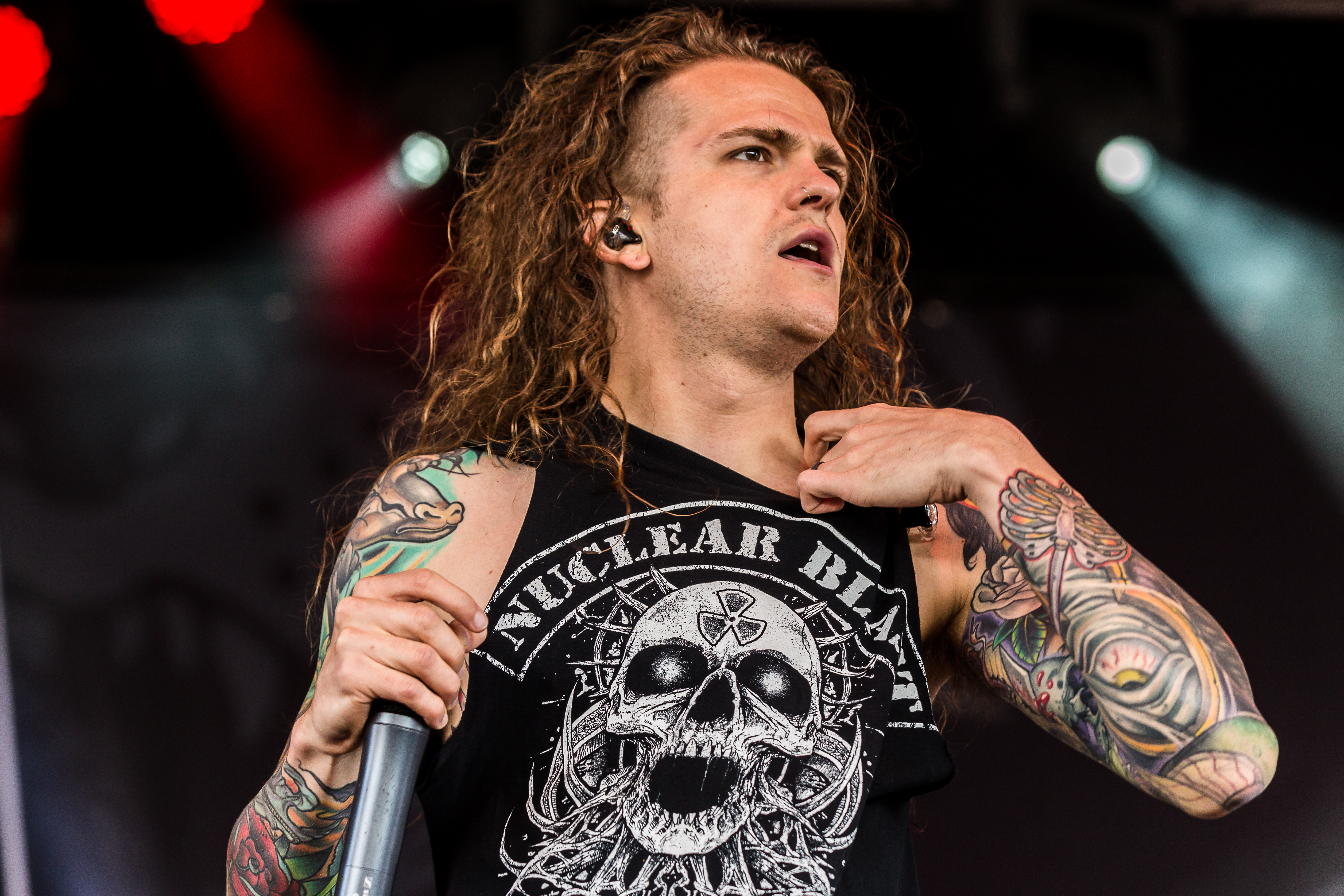
Levi Benton
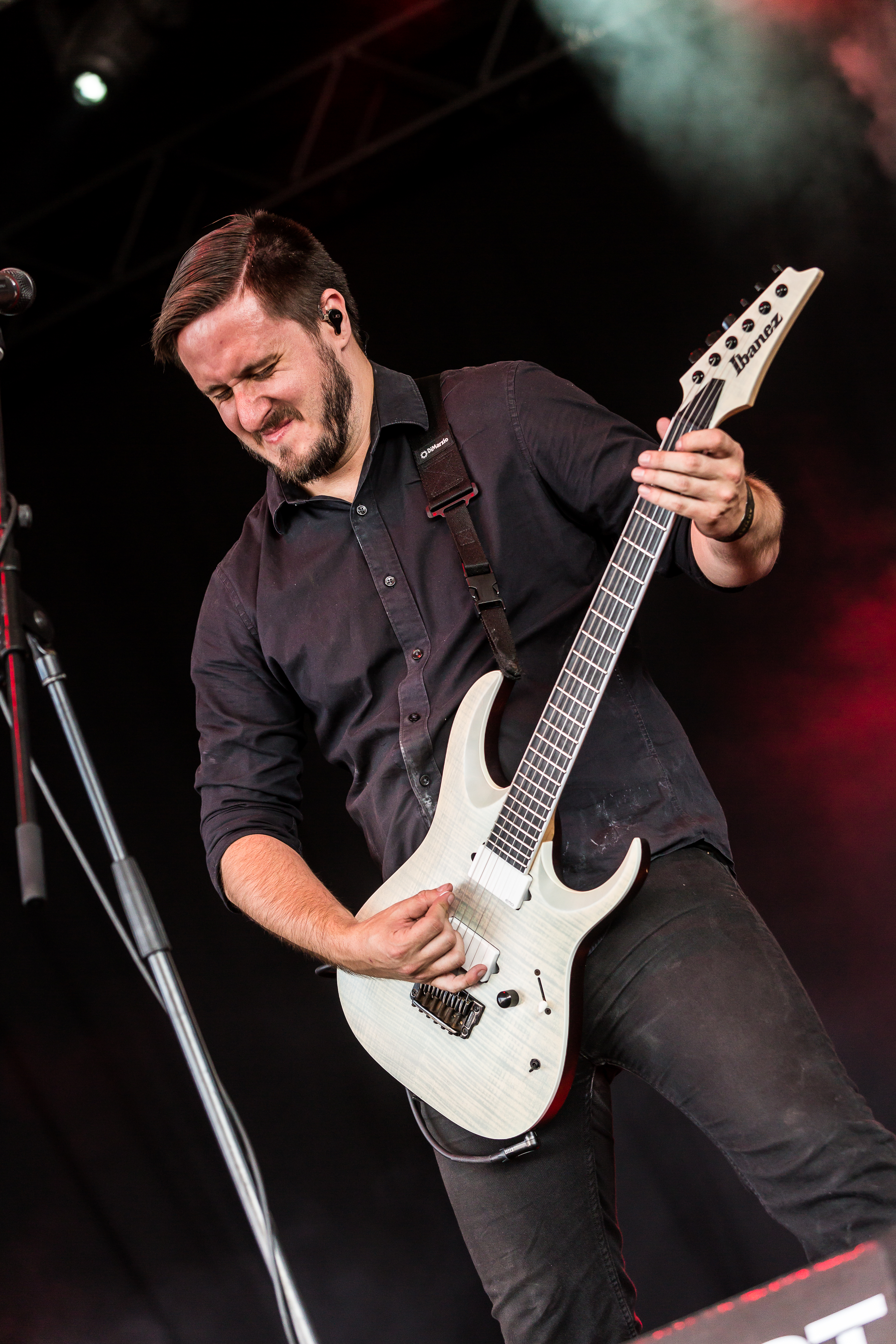
B.J. Stead
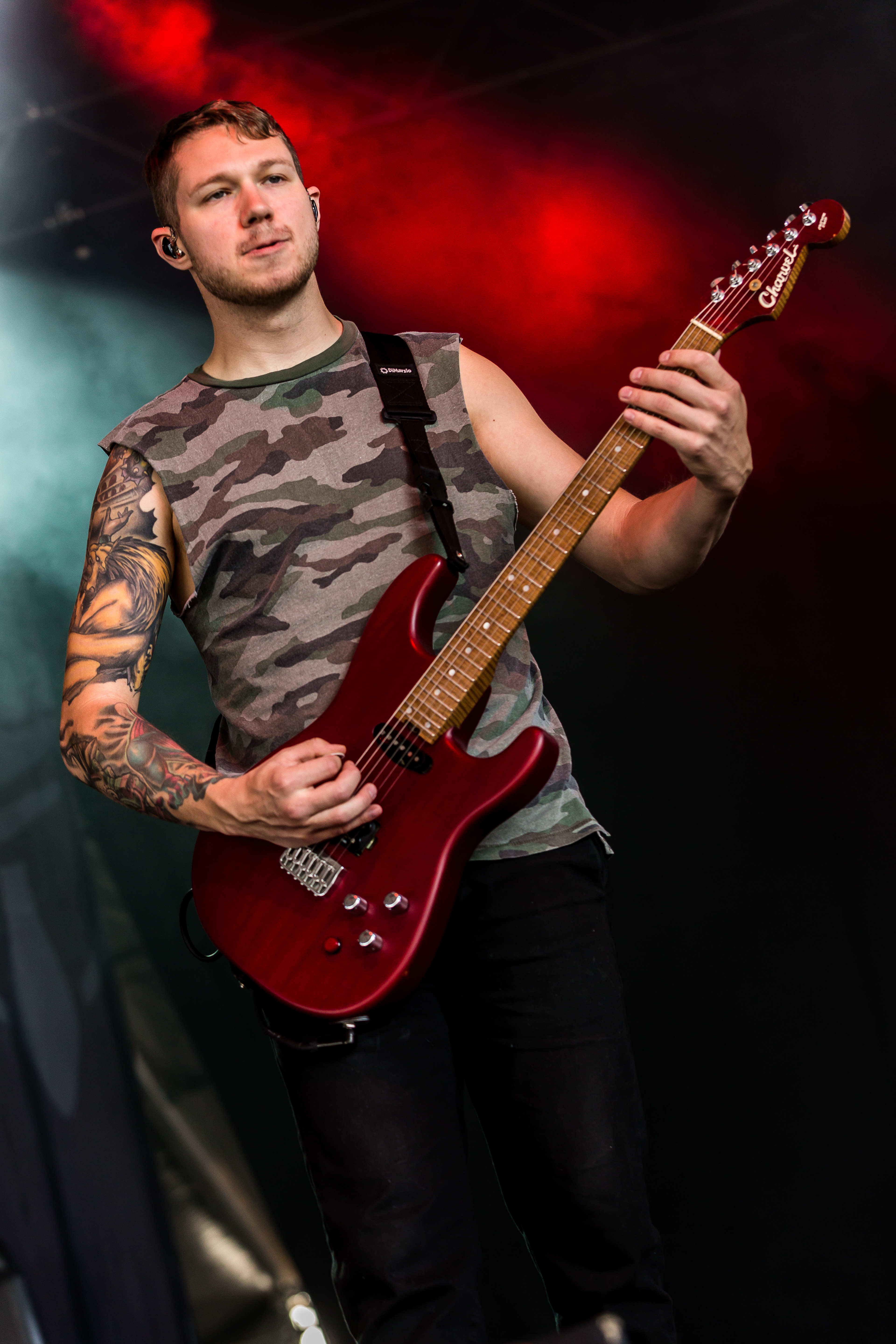
Justin Aufdemkampe
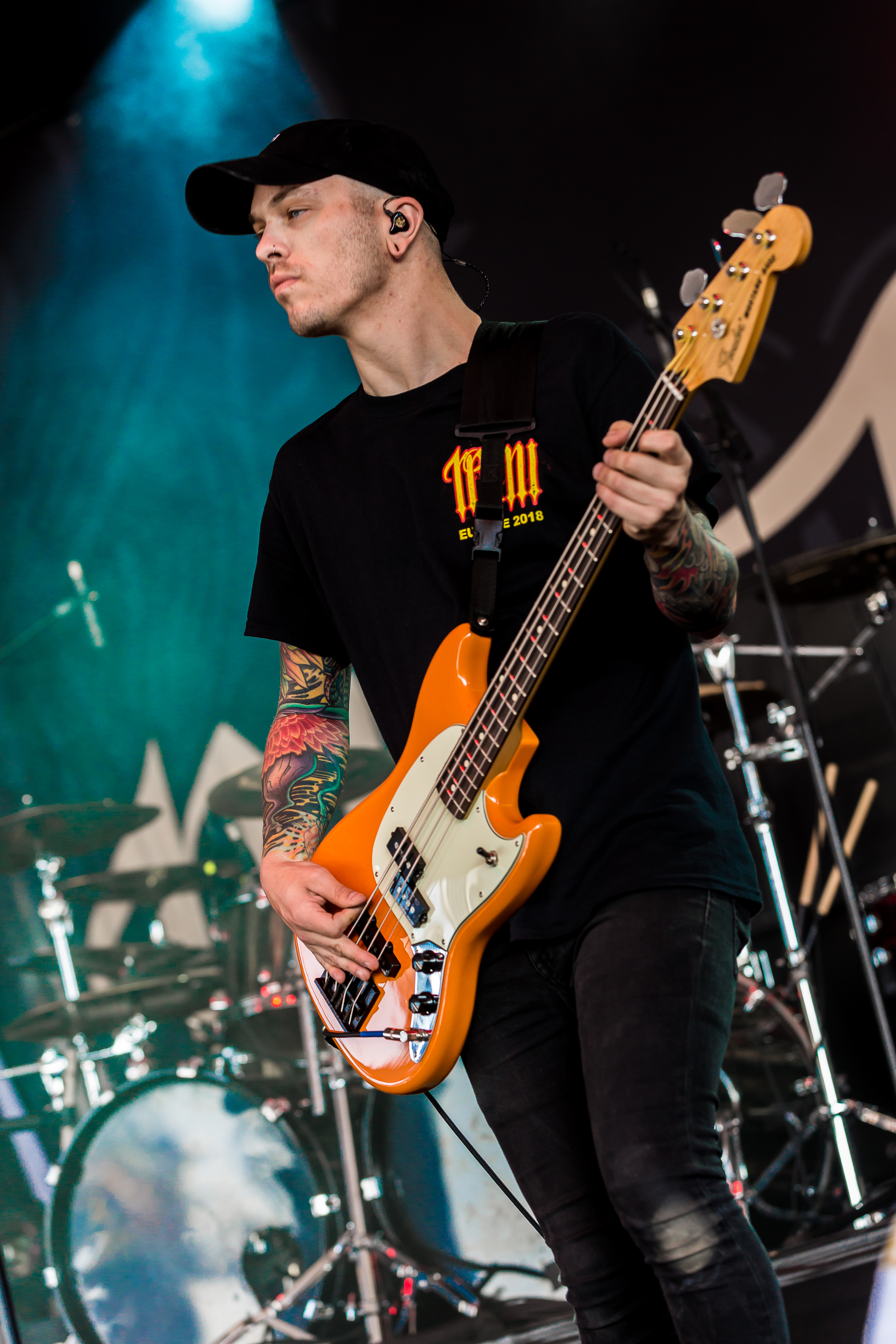
Ryan Neff
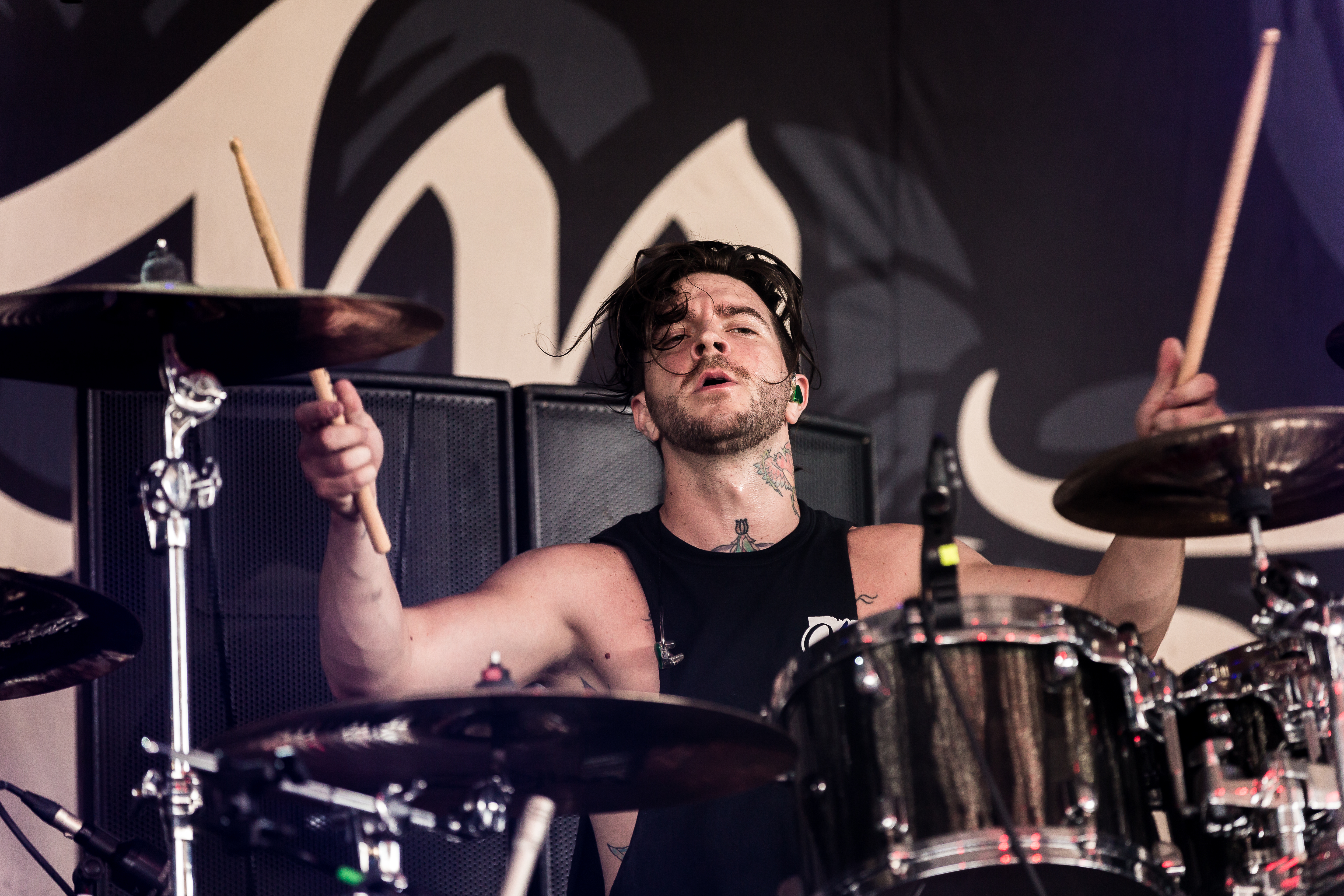
Jerod Boyd

Formação atual
- Levi Benton – vocal (2006-presente)
- Ryan Neff – baixo, vocal limpo ( 2006-2007-2009 presente)
- Justin Aufdemkampe – guitarra principal (2006-presente)
- BJ Stead – guitarra base (2006-presente)
- Jerod Boyd – bateria (2006-presente)

Ex-membros
- Josh Gillespie – baixo, vocal limpo (2007–2009)

## Discografia
Álbums de estúdio
| Ano                            | Álbum                      | Gravadora | Posição nas paradas | Posição nas paradas | Posição nas paradas | Posição nas paradas | Posição nas paradas |
| Ano                            | Álbum                      | Gravadora | US 200              | US Rock             | US Indie            | US Hard Rock        | US Heat             |
| ------------------------------ | -------------------------- | --------- | ------------------- | ------------------- | ------------------- | ------------------- | ------------------- |
| 2009                           | Apologies Are for the Weak | Rise      | —                   | —                   | 66                  | —                   | 29                  |
| 2010                           | Monument                   | Rise      | 76                  | 31                  | 15                  | 10                  | —                   |
| 2012                           | At Heart                   | Rise      | 32                  | 12                  | 5                   | 3                   | —                   |
| 2014                           | Rise Of The Lion           | Rise      | 21                  | 6                   | 4                   | 2                   | —                   |
| 2015                           | Deathless                  | Rise      | 49                  | 5                   | 4                   | 2                   | —                   |
| 2017                           | Shadows Inside             | SharpTone | 33                  | 5                   | 4                   | 2                   | —                   |
| "—" indica que não há posição. |                            |           |                     |                     |                     |                     |                     |

## EPs
- Vows for a Massacre (2007)
- Demo 2008 (2008)

## Singles
- Hey Mister (2012)
- Day By Day (2012)
- Ballad Of A Broken Man (2012)
- Gone (2014)
- Echoes (2014)
- I.H.E (2015)
- Deathless (2015)
- Lost In The Grey (2017)
- Shadows Inside (2017)
- Swallow Your Teeth (2017)

## Videografia
| Ano  | Música                                   | Diretor              |
| ---- | ---------------------------------------- | -------------------- |
| 2009 | "Architect" (Versão demo)                | Thunder Down Country |
| 2009 | "Forgive and Forget"                     | Spencer Nicholson    |
| 2009 | "Forgive and Forget (Saw VI Soundtrack)" | Spencer Nicholson    |
| 2010 | "Relentless Chaos"                       | Thunder Down Country |
| 2010 | "Our Kings"                              | Thunder Down Country |
| 2011 | "Masses Of A Dying Breed"                | Thunder Down Country |
| 2011 | "Relentless Chaos (Live)"                | Cole Dabney          |
| 2012 | "Hey Mister"                             | Thunder Down Country |
| 2012 | "Day By Day"                             | Thunder Down Country |
| 2012 | "Ballad Of A Broken Man"                 |                      |
| 2014 | "Gone"                                   | Brad Golowin         |
| 2014 | "Echoes"                                 | Brad Golowin         |
| 2014 | "You Want Me"                            |                      |
| 2014 | "Hero With No Name"                      |                      |
| 2015 | "I.H.E."                                 | Max Moore            |
| 2015 | "Deathless"                              | Max Moore            |
| 2015 | "Turn Back The Time"                     |                      |
| 2017 | "Lost In The Grey"                       | Ramon Boutviseth     |
| 2017 | "Shadows Inside"                         |                      |
| 2018 | "Under Fire"                             | Nadeem A. Salam      |